# Azpilagaña
Azpilagaña és un barri de la ciutat de Pamplona, capital de la Comunitat Foral de Navarra. Té una població de 7.860 habitants (cens de 2008). Limita al nord amb Iturrama, a l'est amb Milagrosa / Arrosadia i a l'oest i sud amb el campus de la Universitat de Navarra. Compta amb una llar d'infants annexada a col·legi públic, tots dos bilingües, un ambulatori i també destaca la presència de l'Església de San Raimundo de Fitero com a nucli del barri.
Quant a espai de lleure, el barri compta amb dos parcs centrals, un al centre del mateix barri i un altre en l'extrem sud, a més de molts altres jardins de menor grandària que adornen els espais entre els diferents blocs de cases.

## Comunicacions
Està situat junt l'Avinguda Zaragoza, una de les artèries d'entrada a la ciutat. Està comunicada per diverses línies d'autobusos, que permeten als habitants del barri desplaçar-se pràcticament de costat a costat de la ciutat. Són la línia 11, que permet viatjar des del polígon comercial "Galaria" fins a la Txantrea,la línia 19, que ens permet viatjar des del carrer Monjardín fins a Barañáin, i la línia 5, que ens permet viatjar des d'Orvina (Txantrea), fins a la Universitat de Navarra.
A continuació es detallen les línies del Transport Urbà Comarcal que comuniquen el barri d'Azpilagaña amb la resta de la ciutat i la seva àrea metropolitana.
| Línia    | Trajecte                            | Horari        | Freqüència |
| -------- | ----------------------------------- | ------------- | ---------- |
| Línia 11 | Ezkaba – Edifici El Sario - Galaria | 06:38 - 22:08 | 15´        |
| Línia 19 | Carrer Monte Monjardin - Barañain   | 06:30 - 22:22 | 15´        |
| Línia 16 | Aitzoain- Noain - Barañain          | 06:30 - 22:15 | 15´        |
| Línia 5  | Orvina 3 - Universitat de Navarra   | 06:30 - 22:15 | 15´        |